# 涿州学宫
涿州学宫，位于中国河北省保定市涿州市城内，为涿州市的一个省级文物保护单位，类型为古建筑，公布时间为1993年7月15日。
涿州学宫的历史年代为清代。